# 伯雷博盖
伯雷博盖（法語：Beurey-Bauguay，法語發音：[bøʁɛ boɡɛ]）是法国科多尔省的一个市镇，位于该省西南部，属于博讷区。

## 地理
伯雷博盖（47°13'57"N, 4°25'26"E）面积7.3 平方千米，位于法国勃艮第-弗朗什-孔泰大區科多尔省，该省份为法国中东部省份，北起奥布省，西接涅夫勒省和约讷省，南至索恩-卢瓦尔省，东南接汝拉省，东临上索恩省，东北部与上马恩省接壤。
与伯雷博盖接壤的市镇（或旧市镇、城区）包括：阿尔芒松河畔沙伊、阿勒雷、叙塞、阿尔孔塞、马西伊-奥尼。

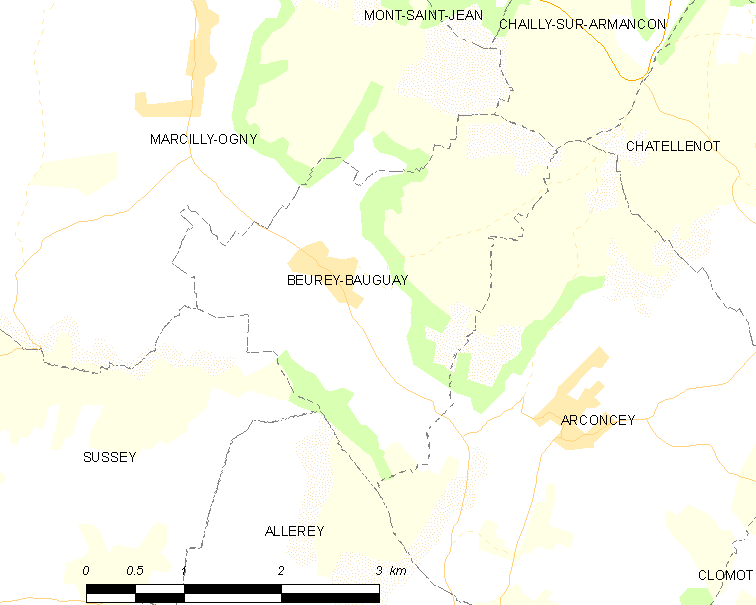
伯雷博盖的OSM定位图

伯雷博盖的时区为UTC+01:00、UTC+02:00（夏令时）。

## 行政
伯雷博盖的邮政编码为21320，INSEE市镇编码为21068。

## 政治
伯雷博盖所属的省级选区为阿尔奈勒迪克县。

## 人口

1962-2008年间伯雷博盖人口变化图示

伯雷博盖于2022年1月1日时的人口数量为120人。